# Peter Fleischmann
Peter Fleischmann (n. 26 iulie 1937, Zweibrücken, Renania-Palatinat, Germania – d. 11 august 2021, Potsdam, Germania) a fost un regizor, scenarist și producător de film german. A lucrat și ca actor, inginer de sunet, intervievator sau orator. Fleischmann a aparținut noului val al cinematografiei germane (Neuer Deutscher Film) din anii 1960 și 1970.

## Filmografie
- 1969 Scene de vânătoare din Bavaria inferioară (Jagdszenen aus Niederbayern)
- 1972 Das Unheil
- 1974 Dorothea's Rache
- 1975 La faille
- 1979 Die Hamburger Krankheit
- 1984 Frevel
- 1989 E greu să fii zeu
- 1991 Deutschland, Deutschland